# Intercontinental Cup basketbal 1970
De Intercontinental Cup (basketbal) in 1970 vond plaats in het Palazzo dello Sport, Varese.
Van FIBA Europe speelde Ignis Varese, Real Madrid en Slavia VŠ Praag mee. Van de Liga Sudamericana speelde SC Corinthians mee en van de NABL speelde Columbia Sertoma Club mee.

## Groepsfase
Eerste dag 23 september 1970
| Real Madrid  | 71 – 67 | Columbia Sertoma Club |
| Ignis Varese | 84 – 57 | SC Corinthians        |

Tweede dag 24 september 1970
| SC Corinthians | 82 – 74 | Slavia VŠ Praag |
| Ignis Varese   | 81 – 60 | Real Madrid     |

Derde dag 25 september 1970
| Real Madrid     | 78 – 77 | SC Corinthians        |
| Slavia VŠ Praag | 81 – 74 | Columbia Sertoma Club |

Vierde dag 26 september 1970
| SC Corinthians | 83 – 62 | Columbia Sertoma Club |
| Ignis Varese   | 71 – 63 | Slavia VŠ Praag       |

Vijfde dag 27 september 1970
| Real Madrid  | 105 – 99 | Slavia VŠ Praag       |
| Ignis Varese | 53 – 49  | Columbia Sertoma Club |

|    | Team                  | Pld | W | L | PF  | PA  | Points |
| -- | --------------------- | --- | - | - | --- | --- | ------ |
| 1. | Ignis Varese          | 4   | 4 | 0 | 289 | 229 | 8      |
| 2. | Real Madrid           | 4   | 3 | 1 | 314 | 324 | 6      |
| 3. | SC Corinthians        | 4   | 2 | 2 | 299 | 298 | 4      |
| 4. | Slavia VŠ Praag       | 4   | 1 | 3 | 317 | 332 | 2      |
| 5. | Columbia Sertoma Club | 4   | 0 | 4 | 252 | 288 | 0      |